# 目黒俊治
目黒 俊治（めぐろ しゅんじ、1943年6月18日 - ）は、広島県出身の実業家。ポプラ (コンビニエンスストア)創業者。大黒屋食品二代目社長。

## 来歴

### 若年期
1943年、段原中町（現南区）で父・恒一、母・シズエの長男として生まれる。太平洋戦争末期、一家で白木町（現安佐北区）に疎開していたため、目黒は広島市への原子爆弾投下の際には被害にあわなかった。ただ被爆後すぐに親戚を探しに市内に入った父・恒一（入市被爆）と後に生まれる妹（被爆二世）が被爆者であった。
戦後父・恒一は広島市内でサラリーマンをしていたが、軍人でアメリカ軍の捕虜だった父の弟（目黒の叔父）が共産党員になったあおりでレッドパージされた。そこで一家で新天地（現中区）に移り住み、1949年酒のつまみを製造・販売する「大黒屋（のち大黒屋食品）」を開業する。のち手狭となったため流川（現中区）へ移る。三川町（現中区）に自前の製造工場をもった。
広島市立幟町小学校、広島市立国泰寺中学校、広島市立舟入高等学校、関西大学文学部卒業。佐々木禎子は幟町小の1学年上になる。父・恒一が大黒屋社長であったが病弱であったため、母・シズエが家業を取り仕切っており、目黒は17歳ぐらいから家業を手伝っていた。大学時代も頻繁に家業を手伝った。大学時代に教員免許を取得している。

### 大黒屋
大黒屋は流川や薬研堀の飲み屋へのつまみの製造販売の他、酒類卸も手掛けるようになる。目黒は背広を着てご用聞きや集金に回っていたが、飲み屋は現金払いが悪く行き詰まっていた。1961年（目黒18歳時）、流川の大黒屋の店の近くの新天地にスーパーマーケットいずみストアー（イズミ1号店である八丁堀店）が開業、そこで大黒屋の商品を取り扱ってもらえるようになると売れた。そこで大黒屋はいずみの他店舗や百貨店にテナントとして入るようになり、結果大黒屋は小売へと転換していった。
1966年大学卒業後、正式に家業である大黒屋食品に入社する。
1972年、病弱な父に代わり大黒屋食品社長に就任する。同年いづみサンモール店が開業することになり、大黒屋はテナントとして入ることが決定した。そこへいづみの山西義政に誘われて、通商産業省（現経済産業省）主催のアメリカ小売業視察団に入ることができ、渡米しそこで初めてコンビニエンスストアを知ることになる。ちょうど流川の大黒屋の店の今後について考えていた頃であり、そこをコンビニにするを思いつく。

### ポプラ開業

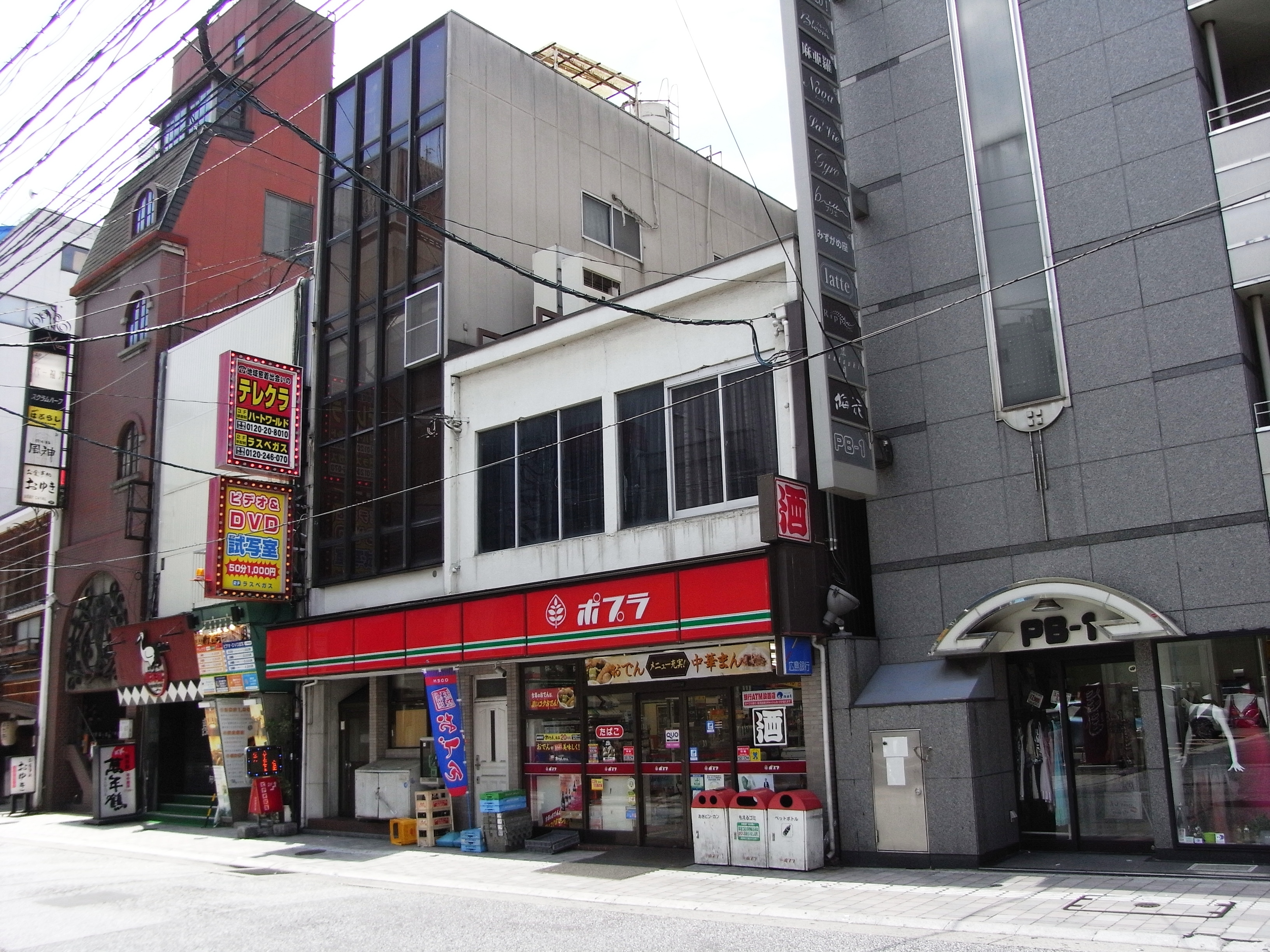
ポプラ1号店である流川店。現存せず。

1974年12月、流川にポプラ1号店「ナイトショップ・ポプラ」を開店する。なおナショナルチェーンのうちセブン-イレブン1号店は同1974年、ファミリーマート1号店は1973年、ローソン1号店は1975年、と同時期に開業している。
目黒によると、当初はノウハウがなかったため近くにあったイズミ八丁堀店から商品台帳を借りてそこで売れていた商品をポプラ1号店で置いていたという。1号店の営業時間はそうしたことからイズミ八丁堀店の営業に配慮して、時間の被らない午後4時から翌午前3時まで営業した。1号店にのみナイトショップの名を入れたのはここからきている。開業に際し資金は大黒屋から出ず（母・シズエがコンビニ開業を反対して大喧嘩をした）、目黒の妻を保証人として銀行から借りたという。当初は何でも売っていたが営業を続けていくと、コンビニとスーパーで売れるものが違うと気付いた。
2号店を銀山町（現中区）に出すことになり、店舗の上の階に厨房施設を入れそこで弁当や惣菜を作ることにした。1976年4月銀山町で（株）ポプラを設立し社長に就任、同年ポプラ銀山町店オープン、同年7月弁当・惣菜の製造販売を目的として（株）弁当のポプラを設立した。

### 大手への対抗
1982年、セブン-イレブンが広島に進出、以降ナショナルチェーンの広島進出が続いた。目黒によると、ポプラの店の隣にナショナルチェーンが出店され、そのポプラの店の売上が半分以下になったという。
ナショナルチェーンに対抗するため試行錯誤が続いた。1980年代を中心に店舗内に広い書籍コーナーを設けた。文学部出身の目黒は本屋に憧れを持っていたという。また店舗内で会員制レンタルビデオサービスを行っていた。こうした試行錯誤の中で生まれたのがいわゆる「ポプ弁」になる。
店舗網の拡大はフランチャイズ(FC)方式で行っており、その殆どが元々地域にあった酒屋からの転換だった。FC1号店も元々は親の代からやっていた酒屋で1983年オープンしている。最初は嫌がるオーナー候補を、酒屋を近代化するという方向で勧め、FC1号店を見本に「あれと同じ店つくろうよ」と口説いていった。目黒は全てオーナーに会って口説いている。ロイヤリティを売上高3%としたポプラ独自の制度は、酒屋の商売人相手にそうまでしないとオーナーが集まらなかったからだという。そしてそれらから信頼を得るためにも、上場を目指した。
- 1991年全店POSシステム導入[9][10]。
  - ナショナルチェーンと同じシステムを入れないと勝てない、見よう見まねでいれた、と証言している[9]。
- 1992年九州地方出店強化のため、トップマートを吸収合併[13][10]。
- 1993年山陰地方1号店オープン[14]。
- 1998年東京進出、同年生活彩家・ジャストスポットを買収[13][10]。
  - 大阪を飛ばして東京へ出た。大阪商人は厳しく、先に大阪に進出したら行き詰まっていただろう、と証言している[13]。
  - ナショナルチェーンはシステムを均一化しようとして店舗面積が一定だったため、それらの店舗は面積を確保できる山手線の外側に多かった[13]。そこでポプラは山手線の内側に出店した[13]。当時銀座で10坪の場所に出店していた[13]。
- 1999年日本証券業協会へ店頭売買有価証券として登録[10]（広島証券取引所に株式公開[13]）。
- 2000年東京証券取引所第2部に上場[13][10]。
- 2003年東京証券取引所第1部上場[12][10]。同年店舗数895店に達する（現状のピーク）[12]。

山陰地方への進出はポプラのほうが早く、その後で1996年ローソン・2004年ファミリーマート・2009年セブン-イレブンが進出した。ポプラは後手に回り、山陰では単独で維持できなくなり撤退を考えていた。そこへローソン側から提案で、2014年ポプラとローソンは資本業務提携を結び、山陰地方から「ローソン・ポプラ」ブランドを展開していくことになった。目黒によると、ファミリーマート側も買いに来ていたが、新浪剛史との付き合いのあったためローソンにしたという。

### 会長時代
2008年、娘婿の目黒真司にポプラ社長を譲り、目黒自身は会長に就任した。跡取りにするつもりだった、と証言している。同年、大黒屋食品の方も会長に就任している。
2019年、目黒真司が辞任したためポプラ社長に復帰、代表取締役会長兼社長に就任した。（目黒真司）本人が辞めると言ったんだから、どうしようもない、と証言している。
80歳を期に引き際を考えており、2023年副社長の岡田礼信に社長を譲り、再び会長に就任した。